# والي هيكس
والي هيكس (بالإنجليزية: Wally Hicks)‏ هو سياسي أمريكي، ولد في 11 سبتمبر 1976. حزبياً، نشط في الحزب الجمهوري. وقد انتخب عضو مجلس نواب أوريغون.